# Scylaceus selma
Scylaceus selma là một loài nhện trong họ Linyphiidae.
Loài này thuộc chi Scylaceus. Scylaceus selma được Ralph Vary Chamberlin miêu tả năm 1949.